# 藤本かおる
藤本 かおる（ふじもと かおる）は日本語教育のe-ラーニングを専門とする教育工学の研究者である。

## 現職
武蔵野大学 グローバル学部 日本語コミュニケーション学科 准教授。

## 著書
『教室へのICT活用入門』国書刊行会 2019

## 主な受賞歴
2010年「遠隔教育における初級日本語教育でのweb会議の利用とその考察―台湾・インド・中国とのブレンディッド・ラーニングを通して－」 で日本e-Learning学会 日本e-Learning学会2010年学術講演会学会優秀賞を受賞。
2009年 日本e-Learning学会2009年学術講演会学会優秀賞 （西郡仁朗, 藤本かおる, 清水政明）